# Pauline Lafont
Pauline Lafont (Nimes, 6 de abril de 1963-Gabriac, 11 de agosto de 1988) fue una actriz cinematográfica y televisiva de nacionalidad francesa. 

## Biografía
Su verdadero nombre era Pauline Aïda Simone Medveczky, y nació en Nimes, Francia, siendo la hija menor de la actriz Bernadette Lafont y del escultor húngaro Diourka Medveczky.
La actriz posó medio desnuda como modelo a los 16 años de edad en el número 191 de la revista Lui (diciembre de 1979) en compañía de su madre y de su hermana Élisabeth Lafont.
Lafont actuó en 1984 en varias películas, entre ellas L'amour braque (de Andrzej Żuławski), Pollo al vinagre (de Claude Chabrol) y Le Pactole (de Jean-Pierre Mocky). 
Su papel cinematográfico más importante llegó con el film L'Été en pente douce, de Gérard Krawczyk (1987).

### Muerte accidental
Pauline Lafont murió accidentalmente en agosto de 1988 durante una excursión en solitario, tras caer desde diez metros de altura en un lugar llamado «l'Adrech», situado en la comuna de Gabriac dans les Cévennes. Estaba pasando unas vacaciones  con su hermano mayor en la casa familiar La Serre du Pomaret, propiedad de Bernadette Lafont en la comuna de Saint-André-de-Valborgne. El 11 de agosto se fue sola a hacer una caminata, pensando su familia que volvería para asistir en Suiza a un festival en el que iba a recibir un premio. Su madre, Bernadette Lafont, dio la alerta al final de la tarde. Durante dos días, 20 gendarmes, un helicóptero y 40 bomberos batieron el campo. Su desaparición desató numerosas especulaciones, hasta que su cuerpo, casi reducido a esqueleto, fue encontrado por un agricultor en el fondo de un barranco el 21 de noviembre de 1988. Fue identificada por su anillo y su dentadura. La autopsia demostró que había sufrido una caída de unos diez metros que le produjo la muerte instantáneamente.

## Teatro
- 1982 : Vive les femmes !, de Jean-Marc Reiser, escenografía de Claude Confortès, Théâtre de la Gaîté-Montparnasse
- 1983 : Vive les femmes !, de Jean-Marc Reiser, escenografía de Claude Confortès, Théâtre Fontaine

## Filmografía

### Cine
- 1976 : Vincent mit l'âne dans un pré (et s'en vint dans l'autre), de Pierre Zucca, con Michel Bouquet y Fabrice Luchini
- 1983 : Ballade sanglante, de Sylvain Madigan, con Michel Aumont y Patrick Braoudé
- 1983 : Les Planqués du régiment, de Michel Caputo, con Paul Préboist y Jacques Préboist
- 1983 : Papy fait de la résistance, de Jean-Marie Poiré, con Michel Galabru y Gérard Jugnot
- 1983 : Vive les femmes !, de Claude Confortès, con Maurice Risch, Catherine Leprince y Roland Giraud
- 1984 : The Bay Boy, de Daniel Petrie, con Liv Ullmann y Kiefer Sutherland
- 1984 : Le Thé à la menthe, de Abdelkrim Bahloul
- 1985 : L'Amour braque, de Andrzej Żuławski, con Sophie Marceau y Francis Huster
- 1985 : Pollo al vinagre, de Claude Chabrol, con Jean Poiret y Stéphane Audran
- 1985 : Le Pactole, de Jean-Pierre Mocky, con Richard Bohringer y Patrick Sébastien
- 1986 : Made in Belgique, de Antoine Desrosières, con Jean Bouise
- 1986 : La Galette du roi, de Jean-Michel Ribes, con Jean Rochefort y Roger Hanin
- 1986 : Je hais les acteurs, de Gérard Krawczyk, con Michel Galabru
- 1987 : Jing du qiu xia, de Hong Xie
- 1987 : Sale temps, de Alain Pigeaux
- 1987 : Sale Destin, de Sylvain Madigan
- 1987 : L'Été en pente douce, de Gérard Krawczyk, con Jacques Villeret, Jean-Pierre Bacri, Jean Bouise y Guy Marchand
- 1987 : Soigne ta droite, de Jean-Luc Godard, con Jean-Luc Godard y Jane Birkin
- 1988 : Deux minutes de soleil en plus, de Gérard Vergez, con Christophe Malavoy y Catherine Wilkening

### Televisión
- 1982 : Merci Bernard (serie)
- 1982-1985 : Sex Machine
- 1984 : Dernier banco, telefilm de Claude de Givray, con Jean-Pierre Cassel y Michel Duchaussoy
- 1984 : Série noire : episodio Un chien écrasé, de Daniel Duval, con France Dougnac
- 1986 : Le Petit Docteur, serie de Patrick Saglio, con Alain Sachs
- 1988 : Sueurs froides : episodio Coup de pouce, de Josée Dayan, con Philippe Caroit y Stéphane Ferrara

## Discografía
- M'oublie pas - 1986 – Autores compositores: Elli Medeiros / Jacno - L.J. Records
- Privée d'épices - 1988